# Ryan Ledson
Ryan Graham Ledson (Liverpool, 1997. augusztus 19. –) angol utánpótlás válogatott labdarúgó, jelenleg az Oxford United FC középpályása, a 2014-ben U-17-es Európa-bajnok Anglia csapatkapitánya.

## Pályafutása
Ryan Ledson végigjárta az Everton FC korosztályos csapatait, 2002-2014-ig szerepelt a liverpooli csapat akadémiáján.
2014 augusztus 19-én írta alá első profi szerződését az Everton csapatával, 17. születésnapján. 2014 decemberében az Everton spanyol menedzsere, Roberto Martínez lehetőséget adott az akkor 17 éves Ledsonnak a felnőtt csapatban az FK Krasznodar elleni Európa-liga mérkőzésen.
Több lehetőséget nem kapott az első csapatban, ezért 2015 november 20-án a Cambridge United FC csapatához igazolt kölcsönbe, ahol 27 bajnoki, és egy FA-Kupa mérkőzésen kapott lehetőséget, gólt azonban nem szerzett.
2016 augusztus 25-én 3 éves szerződést kötött az Oxford United csapatával, az átigazolási összeget nem hozták nyilvánosságra.
Az Oxford United csapatánál hamar beilleszkedett a fiatal középpályás, és a nagy rivális Swindon Town FC ellen debütált a csapatban 2016. szeptember 10-én. Szeptemberben megsérült a jobb térde, ezért meg kellett operálni, és 6 hetet kihagyott. November 5-én tért vissza egy Merstham elleni FA-Kupa mérkőzésen.
2017. január 21-én a Rochdale AFC otthonában 4-0-ra nyert Ryan Ledson csapata, az Oxford United FC, a mérkőzés nagyon különleges volt a fiatal középpályás számára, hiszen a találkozó 73. percében megszerezte pályafutása első felnőtt gólját. Egy héttel később, január 28-án a Newcastle United FC ellen 3-0-ra nyertek az FA Kupa 4. fordulójában, és továbbjutottak a következő körbe.

## Válogatott
Ryan Ledson végigjárt minden angol korosztályos válogatottat: az U16-os csapatot szolgálta a 2012-2013-as , az U17-es csapatot a 2013-2014-es szezonban. A 2014-es U-17-es Európa-bajnokságon aranyérmet nyert csapatával. A Hollandia elleni fináléban a büntetők döntöttek, az első angol büntetőt ő értékesítette. Bekerült a torna álomcsapatába is. Később szerepelt az U18-as, az U19-es, és az U20-as csapatban is, többször csapatkapitányként.
2012 és 2016 között Ledson összesen 37 mérkőzésen szerepelt a különböző utánpótlás-válogatottakban, és 4 gólt is szerzett.

## Statisztika
2016. szeptember 26.-án frissítve
| Klub             | Szezon         | Bajnokság      | Bajnokság     | Bajnokság | FA-kupa       | FA-kupa | Ligakupa      | Ligakupa | Nemzetközi kupa | Nemzetközi kupa | Egyéb         | Egyéb | Összesen      | Összesen |
| Klub             | Szezon         | Bajnokság      | Pályára lépés | Gólok     | Pályára lépés | Gólok   | Pályára lépés | Gólok    | Pályára lépés   | Gólok           | Pályára lépés | Gólok | Pályára lépés | Gólok    |
| ---------------- | -------------- | -------------- | ------------- | --------- | ------------- | ------- | ------------- | -------- | --------------- | --------------- | ------------- | ----- | ------------- | -------- |
| Everton          | 2014–15        | Premier League | 0             | 0         | 0             | 0       | 0             | 0        | 1               | 0               | 0             | 0     | 0             | 0        |
| Everton          | 2015–16        | Premier League | 0             | 0         | 0             | 0       | 0             | 0        | 0               | 0               | 0             | 0     | 0             | 0        |
| Everton          | Összesen       | Összesen       | 0             | 0         | 0             | 0       | 0             | 0        | 1               | 0               | 0             | 0     | 1             | 0        |
| Cambridge United | 2015–16        | League Two     | 27            | 0         | 1             | 0       | 0             | 0        | 0               | 0               | 0             | 0     | 28            | 0        |
| Cambridge United | Összesen       | Összesen       | 27            | 0         | 1             | 0       | 0             | 0        | 0               | 0               | 0             | 0     | 28            | 0        |
| Oxford United    | 2016–17        | League One     | 9             | 0         | 2             | 0       | 0             | 0        | 0               | 0               | 0             | 0     | 1             | 0        |
| Oxford United    | Összesen       | Összesen       | 9             | 0         | 0             | 0       | 0             | 0        | 0               | 0               | 0             | 0     | 1             | 0        |
| Karrier összes   | Karrier összes | Karrier összes | 36            | 0         | 1             | 0       | 0             | 0        | 1               | 0               | 0             | 0     | 30            | 0        |

## Sikerei, díjai
Anglia U17
- U17-es Európa-bajnok (1): 2014
- U19-es Eb bronzérmes:2016

Egyéni
- 2014-es U17-es Európa-bajnokság A torna All Star csapatának tagja